# Lingay (Harris)
Pour les articles homonymes, voir Lingay.
Lingay, en gaélique écossais Lingeigh, est une île inhabitée du Royaume-Uni située en Écosse, dans les Hébrides extérieures. Elle est située dans le détroit de Harris, entre l'île de Lewis et Harris au nord et celle de North Uist au sud-ouest. Elle est entourée par les îles de Grodaigh au nord-ouest, Gilsaigh au nord-est et Sgarabhaigh au sud ; l'îlot de Crago est situé immédiatement au sud de Lingay. L'île, de forme circulaire, culmine à 33 mètres d'altitude.